# Monastère de Gabrovac
Le monastère de Gabrovac (en serbe cyrillique : Манастир Габровац ; en serbe latin : Manastir Gabrovac) est un monastère orthodoxe serbe situé à Gabrovac, dans le district de Nišava et sur le territoire de la ville de Niš en Serbie.
Le monastère et son église sont dédiés à la Sainte Trinité.

## Présentation
Le monastère a été construit au début du XIXe siècle, sur les fondations d'un autre ensemble monastique remontant au XIIIe siècle. Selon la tradition, il remonterait à la dynastie des Nemanjić et aurait été construit à l'endroit où l'empereur Dušan aurait communié avec son armée en 1330 juste avant la bataille de Velbajd.
L'église actuelle a été construite en 1833 à l'époque du métropolite de Niš Grigorije ; parmi ses fondateurs figure le riche marchand Kosta Todorović. Le monastère a été détruit lors de la révolte de Niš contre les Ottomans en 1841. Avant la libération de Niš en 1877, il a servi de lieu de rassemblement d'un comité de rebelles présidé par Nikola Rašić et par le prêtre Petar Ikonomović.
L'église, précédée d'un porche en bois, est ornée de fresques ; on y trouve notamment un portrait de Kosta Todorović.
En 1909, avec l'accord du Saint Synode de l'Église orthodoxe serbe, les habitants du village de Gabrovac ont obtenu que le monastère soit transformé en église paroissiale.